# ADN (bande dessinée)
 (septembre 2009).
Si vous disposez d'ouvrages ou d'articles de référence ou si vous connaissez des sites web de qualité traitant du thème abordé ici, merci de compléter l'article en donnant les références utiles à sa vérifiabilité et en les liant à la section « Notes et références ».
Pour les articles homonymes, voir ADN (homonymie).
ADN est une série de bande dessinée de science-fiction biologique espagnole réalisée par le dessinateur Fernando de Felipe et le scénariste Oscaraibar en 1989, puis Jaime Vane en 1990 pré-publiée dans une revue espagnole Toutain Editor (es) en noir et blanc, puis en couleur avant d'être réunie en album publié par Toutain Editor (es).
En France, elle a été traduite et publiée par Soleil Productions en 1991.

## Description

### Synopsis
La série contient de différentes histoires émouvantes sur le futur, le clonage, l'esclavage, la science sans scrupule et la recherche sur les hommes…

## Publications originales

### Albums
- 1 ADN, Toutain Editor (es), 1990
Scénario : Oscaraibar - Dessin et couleurs : Fernando de Felipe
- 1 S.O.U.L., Toutain Editor (es), 1991
Scénario : Jaime Vane - Dessin et couleurs : Fernando de Felipe

## Publications en français

### Albums
- 1 ADN, Soleil Productions, mars 1991
Scénario : Oscaraibar - Dessin et couleurs : Fernando de Felipe
- 1 S.O.U.L., Soleil Productions, avril 1991
Scénario : Jaime Vane - Dessin et couleurs : Fernando de Felipe

### Documentation

#### Internet
- Site personnel d'Oscaraibar
- Extrait de l'album ADN